# 朗維尤 (密西西比州)
朗維尤（英語：Longview）是位於美國密西西比州奧克蒂比哈縣的普查規定居民點。

## 人口
根據2020年美國人口普查的數據，朗維尤的面積為4.34平方千米，當中陸地面積為4.32平方千米，而水域面積為0.02平方千米。當地共有人口295人，而人口密度為每平方千米67.97人。